# Nazionale femminile di rugby a 15 delle Figi
La nazionale di rugby a 15 femminile di Figi (in inglese Fiji women’s national rugby union team), nota anche come The Fijiana, è la selezione di rugby a 15 femminile che rappresenta Figi in ambito internazionale.
Nata nel 2006, è amministrata da Fiji Rugby Union; fino al 2017 non ha mai preso parte alla Coppa del Mondo, ma si è qualificata per l'edizione del 2021, la sua prima assoluta.
Fin dalla sua istituzione nel 2016 partecipa, in ambito continentale, al campionato oceaniano, competizione che ha vinto due volte.
Ha al suo attivo un numero relativamente basso di test match perché, dopo la sua nascita nel 2006, non ha più giocato incontri per dieci anni, riaffacciandosi sulla scena internazionale in occasione del primo campionato oceaniano e concomitante qualificazione alla Coppa del Mondo di rugby femminile 2017.
Il suo commissario tecnico è, dal 2020, Senirusi Seruvakula.
Al 6 ottobre 2024 la squadra occupa la 17ª posizione del ranking World Rugby.

## Storia
La storia della nazionale femminile figiana inizia nel 2006: il 14 aprile di quell'anno, infatti, Figi debuttò a livello internazionale contro Samoa a Nukuʻalofa, capitale tongana, in quell'edizione del Women's Pacific Tri-Nations; l'esordio fu una sconfitta 15-27, ma la seconda partita contro le padrone di casa di Tonga fu un netto successo per 52-5, tuttavia per entrambe fu l'ultimo incontro per diversi anni.
Bisognò attendere più di dieci anni per rivedere le Fijiana in campo, in occasione della prima edizione del campionato oceaniano che funse anche da qualificazione del Pacifico per la Coppa del Mondo 2017; a novembre 2016 per la prima volta la squadra giocò in casa, a Suva e batté Papua Nuova Guinea per 37 a 10 vincendo il suo primo titolo continentale, anche se il suo cammino di qualificazione mondiale si interruppe poche settimane più tardi al termine dello spareggio con la zona asiatica, in quanto la squadra fu battuta da Hong Kong e Giappone.
Due anni più tardi, a Lautoka, Figi si riconfermò campione oceaniana vincendo il torneo 2018 a punteggio pieno su Samoa, Tonga e Papua Nuova Guinea.
Anche nel 2019, benché non vincitrice (la squadra giunse seconda dietro una selezione neozelandese senza concessione di cap internazionali), Figi fu la migliore al campionato oceaniano tra le non qualificate automaticamente alla Coppa del Mondo 2021; al fine di accedere alla competizione nel tabellone principale, disputò quindi uno spareggio contro la seconda migliore, ovvero Samoa, battendola 41-13 a Lautoka e conquistando, per la prima volta, la qualificazione alla fase finale della Coppa del Mondo.
Nella competizione, in programma nel 2022 a causa dei rinvii imposti dalle iniziative a contrasto della pandemia di COVID-19, Figi è stata sorteggiata, nella fase a gironi, insieme a Inghilterra, Francia e Sudafrica.

## Colori e simboli delle uniformi
Come per la selezione maschile, i colori dominanti dell'uniforme sono il bianco e il nero; da giugno 2021 il fornitore ufficiale delle tenute di gioco è la statunitense Nike, che ha disegnato per la stagione a seguire una maglia a bande diagonali nere con venature celesti su sfondo bianco, mentre il colore dominante della seconda uniforme è il celeste, che rimpiazza il bianco della divisa principale della quale mantiene lo stesso disegno, mentre il nero è sostituito dal blu marino.

## Palmarès
- Campionati oceaniani: 4
2016, 2018, 2022, 2024

## Statistiche di squadra

### Incontri disputati
| Data             | Sede       | Incontro                        | Note                         |
| ---------------- | ---------- | ------------------------------- | ---------------------------- |
| 14 aprile 2006   | Nukuʻalofa | Figi — Samoa 15-27              | Pacific Tri-Nations          |
| 18 aprile 2006   | Nukuʻalofa | Tonga — Figi 5-52               | Pacific Tri-Nations          |
| 5 novembre 2016  | Suva       | Figi — Papua Nuova Guinea 37-10 | Campionato oceaniano         |
| 9 dicembre 2016  | Hong Kong  | Hong Kong — Figi 45-7           | Qualificazioni mondiali 2017 |
| 13 dicembre 2016 | Hong Kong  | Giappone — Figi 55-0            | Qualificazioni mondiali 2017 |
| 16 novembre 2018 | Lautoka    | Figi — Tonga 53-8               | Campionato oceaniano         |
| 20 novembre 2018 | Lautoka    | Figi — Papua Nuova Guinea 96-0  | Campionato oceaniano         |
| 24 novembre 2018 | Lautoka    | Figi — Samoa 43-12              | Campionato oceaniano         |
| 24 maggio 2019   | Lautoka    | Figi — Hong Kong 10-29          | Torneo Asia Pacifico         |
| 1º giugno 2019   | Lautoka    | Figi — Samoa 12-15              | Torneo Asia Pacifico         |
| 23 novembre 2019 | Lautoka    | Samoa — Figi 7-26               | Campionato oceaniano         |
| 30 novembre 2019 | Lautoka    | Samoa — Figi 13-41              | Qualificazioni mondiali 2021 |